# 2575 Bulgaria
2575 Bulgaria là một tiểu hành tinh kiểu S. Nó được phát hiện bởi nhà thiên văn học Tamara M. Smirnova ở 1970 và được đặt theo tên Cộng hòa Bulgaria.